# Mama ŠČ!
Mama ŠČ! (IPA: mâma ʃtʃ) ist ein Lied der kroatischen Rockband Let 3. Mit dem Titel vertrat sie Kroatien beim Eurovision Song Contest 2023 in Liverpool.

## Hintergrund
Der Song auf Kroatisch wurde von Damir Martinović und Zoran Prodanović geschrieben. Es handelt sich um einen Rocksong mit progressiven Elementen, die sich in schnellen Rhythmuswechseln und ebenfalls schnell wechselnden Gesangsstilen zeigen. Das ŠČ im Titel ist eine Anspielung auf die russische Aussprache des Buchstaben Щ des kyrillischen Alphabets. Der Text besteht nur aus wenigen Zeilen, darunter: „Mama hat einen Traktor gekauft“, „Armageddon Oma“, „Mama hat einen Idioten geküsst“, „Der kleine Psychopath“ sowie „Mama, ich gehe in den Krieg“. Dazu tritt eine eindeutige Bildsprache auf der Bühne, die etwa Atombomben beinhaltet und die Musiker zwischen Dragqueen- und Diktatorenoutfits zeigt. Dadurch kann auf politische Anspielungen geschlossen werden. Auch nach Aussagen der Band zu urteilen handelt es sich um einen Antikriegssong. Es wird satirisch der russische Angriffskrieg gegen die Ukraine kommentiert. Der „Traktor“ etwa wurde als eine Anspielung auf einen Traktor interpretiert, den Aljaksandr Lukaschenka Wladimir Putin zum 70. Geburtstag schenkte. Dennoch beharrte die Band darauf, dass es kein politischer Song, sondern ein Song gegen den Krieg sei.
Der Song wurde am 20. Januar 2023 veröffentlicht. Die Band gewann damit mit großem Abstand den kroatischen Vorentscheid Dora 2023.

## Beim Eurovision Song Contest
Kroatien nahm mit dem Titel am 67. Eurovision Song Contest teil, der vom 9. bis 13. Mai 2023 stattfand. Mama ŠČ! wurde dem ersten Halbfinale zugelost, startete dort an siebter Stelle der 15 Teilnehmer und hat sich mit 76 Punkten auf dem 8. Platz für das Finale am 13. Mai qualifiziert. Das Lied startete dabei mit der Startnummer 25 (von 26) und erreichte den 13. Platz. Es bekam dabei 11 Punkte von den nationalen Jurys und 112 Punkte von den Zuschauern.